# Ptakova
Ptakova, właśc. Natalia Ptak (ur. 24 listopada 1991 w Gliwicach) – polska wokalistka, kompozytorka i autorka tekstów. Wykonuje muzykę alternatywną, alternatywny rock, pop, muzykę elektroniczną oraz hip-hop.

## Życiorys

### Kariera
Początki
Natalia Ptak zdobyła popularność publikując w serwisie YouTube wykonywane przez siebie covery. Po przeprowadzce do Poznania w 2009 roku zaczęła współpracować z zespołem Skeng (z którym rozstała się w 2012 roku).
Początkowo artystka występowała pod pseudonimem Natasza Ptakova. 21 maja 2014 roku wydała swój pierwszy minialbum, pod tytułem K.A. W tym okresie także opublikowała 2 teledyski (do utworów „Nie-przypadek” oraz „Że”) z czego pierwszy z nich został wyświetlony prawie 50 tysięcy razy w serwisie YouTube.
Lata 2010–2020
Od 2016 roku artystka występuje jako Ptakova.
W czerwcu 2016 roku Ptakova wystąpiła wraz Miuoshem i raperem W.E.N.A. podczas koncertu „MIUOSH XV” odbywającym się na terenie Katowic. Z uroczystości tej powstał album koncertowy pt. Panowie z Katowic. Live. Wraz z Miłoszem Boryckim występowała również w Teatrze Śląskim im. Stanisława Wyspiańskiego w Katowicach. Brała także udział w festiwalu „Szlak Śląskiego Bluesa”.
23 marca 2017 roku wydała swój debiutancki solowy singel pod tytułem „Wiatr”. Do utworu powstał także teledysk, w którym artystka wystąpiła z tancerką Liwią Bargieł. Reżyserką teledysku została Małgorzata Suwała. Po opublikowaniu utworu została zaproszona do radia Czwórki, gdzie go zaprezentowała.
Wystąpiła wtedy też gościnnie w singlu „List” duetu Piona (styl. PIONA). Utwór dostał się na szczyt Alterlisty Radia Victoria (łącznie przebywała na niej 19 notowań). Znalazł się także w propozycjach do Szczecińskiej Listy Przebojów (47. pozycja).
W 2018 roku wydała singel „Czar”. Dostał się on do propozycji listy Radia Łodzi. Był on wielokrotnie puszczeny w polskich stacjach radiowych, m.in. na antenie Radia Zet. Duet Piona zremiksował ten utwór. Remiks w ich wydaniu znalazł się w propozycjach Listy Dance Top 20 Radia Piekary.
2019–2021
W 2019 roku Ptakova wydała 3 single („Ratunku”, z Miuoshem; „Kastaniety”; „Bez Nas”). Dwa ostatnie single dostały się do listy Polskiego Radia RDC.
Singel „Corazón” wydany 31 lipca 2020 roku dostał się na 6 miejsce Alterlisty Radia Victoria. Na samej liście (łącznie z „Poczekalnią”) utwór utrzymywał się przez 20 tygodni.
6 listopada 2020 wydała debiutancki album Suma Wszystkich Dźwięków, który powstał we współpracy z producentem Markiem Dziedzicem oraz Jackiem Szymkiewiczem. Album został wydany poprzez wytwórnię Sony Music Entertainment Poland. Krążek zawiera 13 utworów. W jego tworzeniu brali udział m.in. Marek Dziedzic (odpowiedzialny za muzykę 12 utworów), Jakub Karaś (członek The Dumplings; odpowiedzialny za kompozycje utworu „Bez Nas”) oraz Jacek Szymkiewicz (słowa do 12 utworów).
W 2021 roku została nominowana w kategorii Fonograficzny Debiut Roku w konkursie Fryderyki. Następnie koncertowała jako support w trasie koncertowej Krzysztofa Zalewskiego.
Od 2022
Po rocznej przerwie w 2023 roku powróciła z drugim albumem studyjnym pt. Wesoła dziewczyna z sercem często smutnym. Był on opisywany m.in. przez Polskie Radio, czy Radio Eska. Promowały go trzy single, anglojęzyczne „Time”, „Sometimes” oraz polskojęzyczny „Brakujesz mi”.

### Soxso
W 2015 roku wraz z Maciejem Sawochem (z którym zna się od liceum) stworzyła zespół Soxso (zapis stylizowany: SOXSO). Grupa muzyczna wydała łącznie 4 single, w tym jeden na potrzeby filmu Madness. Wzięła również udział w takich wydarzeniach jak Spring Break (Poznań), Open’er Festival (Gdynia), czy Fuchsbau Festival (Zytanien, Lehrte, Niemcy).
W 2016 roku zespół Soxso miał opublikować płytę Unrest. Do wydania krążka jednak nie doszło.
W 2017 roku wraz z zespołem Soxso wystąpiła gościnnie w utworach Miuosha, wchodzących w skład albumu POP.

## Dyskografia

### Albumy studyjne
| Rok  | Dane dot. albumu |
| ---- | --- |
| 2020 | Suma wszystkich dźwięków - Wydany: 6 listopada 2020 - Wytwórnia: Sony Music - Format: CD, digital download, streaming                                      |
| 2023 | Wesoła dziewczyna z sercem często smutnym - Wydany: 29 września 2023 - Wytwórnia: Sony Music poprzez It’s me records - Format: digital download, streaming |

### Minialbumy
| Rok  | Dane dot. albumu                                                                                     |
| ---- | --- |
| 2014 | K.A. - Wydany: 31 maja 2014 - Wytwórnia: Funky Flow Production - Format: digital download, streaming |

### Single
Jako główny artysta
| Rok | Tytuł                         | Najwyższe pozycje na listach | Najwyższe pozycje na listach | Najwyższe pozycje na listach | Najwyższe pozycje na listach | Album                                     |
| Rok | Tytuł                         | POL (iTunes)                 | Alterlista                   | Łódź                         | RDC                          | Album                                     |
| --- | ----------------------------- | ---------------------------- | ---------------------------- | ---------------------------- | ---------------------------- | ----------------------------------------- |
| 2017 | „Wiatr”                       | –                            | –                            | –                            | –                            | –                                         |
| 2018 | „Czar”                        | –                            | –                            | –                            | –                            | –                                         |
| 2019 | „Ratunku” (gościnnie: Miuosh) | –                            | –                            | –                            | –                            | –                                         |
| 2019 | „Kastaniety”                  | 69                           | –                            | –                            | 19                           | Suma wszystkich dźwięków                  |
| 2019 | „Bez Nas”                     | –                            | –                            | –                            | 17                           | Suma wszystkich dźwięków                  |
| 2020 | „Corazón”                     | –                            | 6                            | –                            | –                            | Suma wszystkich dźwięków                  |
| 2023 | „Time”                        | –                            | –                            | –                            | –                            | Wesoła dziewczyna z sercem często smutnym |
| 2023 | „Sometimes”                   | 13                           | –                            | –                            | –                            | Wesoła dziewczyna z sercem często smutnym |
| 2023 | „Brakujesz mi”                | 39                           | P                            | –                            | –                            | Wesoła dziewczyna z sercem często smutnym |
| „–” oznacza, że singiel nie był notowany na danej liście; „P” oznacza, że singiel dostał się do propozycji listy. |                               |                              |                              |                              |                              |                                           |

Jako artysta gościnny
| Rok                                                       | Tytuł                                           | Najwyższe pozycje na listach | Najwyższe pozycje na listach | Najwyższe pozycje na listach | Album |
| Rok                                                       | Tytuł                                           | POL (iTunes)                 | Alterlista                   | SLiP                         | Album |
| --------------------------------------------------------- | ----------------------------------------------- | ---------------------------- | ---------------------------- | ---------------------------- | ----- |
| 2016                                                      | „Lawina” (Piona, gościnnie: Ptakova)            | 95                           | –                            | –                            | –     |
| 2016                                                      | „Metafora” (Women For Hire, gościnnie: Ptakova) | –                            | –                            | –                            | –     |
| 2017                                                      | „List” (Piona, gościnnie: Ptakova)              | –                            | 1                            | 47                           | –     |
| 2017                                                      | „Alfabet” (Piona, gościnnie: Ptakova)           | –                            | –                            | –                            | –     |
| „–” oznacza, że singiel nie był notowany na danej liście. |                                                 |                              |                              |                              |       |

Single promocyjne
| Rok                                                       | Tytuł                                     | Najwyższe pozycje na listach | Album                    |
| Rok                                                       | Tytuł                                     | Dance                        | Album                    |
| --------------------------------------------------------- | ----------------------------------------- | ---------------------------- | ------------------------ |
| 2014                                                      | „Nie-przypadek” (jako Natasza Ptakova)    | –                            | K.A.                     |
| 2014                                                      | „Believer (Remix)” (jako Natasza Ptakova) | –                            | –                        |
| 2018                                                      | „Czar (Piona Remix)”                      | –                            | –                        |
| 2020                                                      | „Labirynty”                               | –                            | Suma wszystkich dźwięków |
| 2020                                                      | „Filozoficzny kamień”                     | –                            | Suma wszystkich dźwięków |
| „–” oznacza, że singiel nie był notowany na danej liście. |                                           |                              |                          |

### Wraz z zespołem Soxso
Single
| Rok                                                       | Tytuł           | Album |
| --------------------------------------------------------- | --------------- | ----- |
| 2015                                                      | „Noise Wash 13” | –     |
| 2016                                                      | „Madness”       | –     |
| 2016                                                      | „Dissonance”    | –     |
| 2017                                                      | „Przestrzeń”    | –     |
| „–” oznacza, że singiel nie był notowany na danej liście. |                 |       |

### Teledyski
| Tytuł                                | Rok                 | Reżyseria           | Produkcja                   | Źr.                 |
| Jako główny artysta                  | Jako główny artysta | Jako główny artysta | Jako główny artysta         | Jako główny artysta |
| ------------------------------------ | ------------------- | ------------------- | --------------------------- | ------------------- |
| „Nie-przypadek”                      | 2014                | nieznani            | nieznani                    | [ 10 ] [ 71 ]       |
| „Że”                                 | 2014                | nieznani            | nieznani                    | [ 11 ]              |
| „Wiatr”                              | 2017                | Małgorzata Suwała   | Paulina Kowol               | [ 14 ] [ 72 ]       |
| „Czar”                               | 2018                | Katarzyna Sierka    | Julian Tałandziewicz        | [ 73 ] [ 74 ]       |
| „Ratunku”                            | 2019                | Mateusz Znaniecki   | Kubi Producent/Jakub Salepa | [ 75 ] [ 76 ]       |
| „Kastaniety”                         | 2019                | Irmina Śliwińska    | Agata Kilian                | [ 77 ] [ 78 ]       |
| „Corazón”                            | 2020                | Klaudia Kęska       | Marek Kita                  | [ 79 ] [ 80 ]       |
| „Labirynty”                          | 2020                | Katarzyna Pogórska  | Marek Kita                  | [ 81 ] [ 82 ]       |
| „Filozoficzny kamień” (Live Session) | 2020                | Marek Kita          | Marek Kita                  | [ 83 ] [ 65 ]       |
| „Telebimy kłamstw” (Live Session)    | 2021                | Marek Kita          | Marek Kita                  | [ 84 ]              |
| „Labirynty” (Live Session)           | 2021                | Marek Kita          | Marek Kita                  | [ 85 ]              |

## Filmografia
Dubbing
- 2020: Ostatnie dni lata

obsada aktorska
- 2015: To, czego chcę

## Nagrody i nominacje
| Rok  | Konkurs        | Kategoria                 | Tytułem     | Rezultat  |
| ---- | -------------- | ------------------------- | ----------- | --------- |
| 2021 | Fryderyki 2021 | Fonograficzny Debiut Roku | całokształt | Nominacja |